# غزنرة
الغزنرة أو الجِسنيرة (الاسم العلمي: Gesneria) هي جنس من النباتات تتبع الفصيلة الغزنرية من رتبة الشفويات. سمي هذا الجنس تكريماً لعالم النبات السويسري كونراد غزنر (بالإنجليزية: Conrad Gessner)‏ (1516 - 1565).

## أنواع الغزنرة
- غزنرة إسفينية الأوراق
- غزنرة جامايكية
- غزنرة غلوكسينية
- غزنرة كبيرة الكأس
- غزنرة لبنانية
- غزنرة مسترجنة
- غزنرة معنقة
- غزنرة منتفخة
- غزنرة هايتية
- غزنرة إكمانية
- غزنرة أذينية
- غزنرة ألبية
- غزنرة حرشاء
- غزنرة خشنة السويق
- غزنرة خضراء الأزهار
- غزنرة خفية
- غزنرة خيطية الساق
- غزنرة رايتية
- غزنرة سميكة الفروع
- غزنرة سنانية
- غزنرة صغيرة الأوراق
- غزنرة صفصافية الأوراق
- غزنرة غديدية
- غزنرة فقاعية
- غزنرة قزمية
- غزنرة قصيرة
- غزنرة قصيرة الأوراق
- غزنرة قليلة الأزهار
- غزنرة كوبية
- غزنرة لاساقية
- غزنرة لامعة
- غزنرة ليمونية
- غزنرة مخشوشبة
- غزنرة مستديمة الكأس
- غزنرة مسننة
- غزنرة معرقة
- غزنرة مغبرة
- غزنرة مكشوفة
- غزنرة هاريسية